# Erythrina lanigera
Erythrina lanigera là một loài thực vật có hoa trong họ Đậu. Loài này được P.A.Duvign. & R.Majot-Rochez miêu tả khoa học đầu tiên.